# Chadurie
Chadurie település Franciaországban, Charente megyében. Lakosainak száma 509 fő (2022. január 1.). Chadurie Fouquebrune, Pérignac, Voulgézac, Boisné-La Tude és Montmoreau községekkel határos.

## Népesség
A település népessége az elmúlt években az alábbi módon változott:
| Lakosok száma | 449  | 417  | 474  | 512  | 509  | 508  | 508  | 511  | 513  | 509  |
|               | 1968 | 1982 | 1990 | 2006 | 2013 | 2015 | 2017 | 2019 | 2020 | 2022 |